# Hot (álbum)
Hot es el primer álbum de estudio de la cantante rumana Inna, lanzado el 4 de agosto de 2009 por Magic Records. Ella colaboró con el trío rumano Play & Win, quienes escribieron y produjeron el disco en su totalidad en los estudios de grabación Play & Win en Constanza, Rumania. Hot ha sido descrito como un álbum EDM con influencias que van desde trance, electro house y techno hasta Hi-NRG, synthpop y chillout. El álbum ha recibido reseñas variadas por parte de los críticos de música, quienes elogiaron su estilo bailable, pero criticaron su falta de innovación. En los Romanian Music Awards del 2010, Hot ganó en la categoría «Mejor Álbum», mientras que en los RRA Awards del 2011 recibió un premio en la categoría «Álbum del Año Pop-Dance».
A partir de diciembre de 2011, el disco ha vendido 500.000 copias en todo el mundo, ganando €8,000,000 por sus ventas y conciertos. Comercialmente, Hot tuvo éxito en toda Europa, alcanzando el top 20 en varios países. El álbum también recibió una certificación de oro y platino en Rumania y Francia, respectivamente. Se lanzaron cinco sencillos: «Hot», «Love», «Déjà Vu», «Amazing» y «10 Minutes», logrando éxito comercial en varias listas europeas. Tanto «Hot» como «Amazing» alcanzaron el puesto número uno en el Top 100 de Rumania. Inna realizó más de 200 conciertos para promocionar el álbum.

## Antecedentes y lanzamiento
Desde niña, Inna se interesó por la música; su madre, su abuela y su abuelo cantaban como un pasatiempo. Ella se graduó en Colegiul Economic—en español: Universidad de Economía—en Mangalia y más tarde estudió ciencias políticas en la Universidad Ovidius en Constanza. Inna también tomó clases de canto y participó en varios festivales de música, mientras que tuvo una audición sin éxito para la banda rumana A.S.I.A. Cuando Inna trabajaba en una oficina, su mánager la escuchó cantar y se contactó con Play & Win. Adoptando el nombre artístico de «Alessandra» en 2008, grabó sus primeras canciones con estilo pop rock, que más tarde cambió por la música house con influencia minimalista después de cambiar su nombre artístico a «Inna».
Inna primero anunció que estaba trabajando en su álbum de estudio debut en noviembre de 2008, confirmando su lanzamiento en febrero de 2009. Hot fue finalmente estrenado el 4 de agosto de 2009 por Magic Records, mientras que en el Reino Unido fue lanzado el 5 de junio de 2011 por All Around the World Productions. Una versión alternativa del disco, titulada Very Hot, estuvo disponible en Francia el 22 de noviembre de 2010 por Airplay Records Según el periódico rumano Cancan, Hot fue vendido a un precio promedio de €10. El álbum fue escrito y producido por los miembros de Play & Win: Sebastian Barac, Radu Bolfea y Marcel Botezan en sus estudios de grabación en Constanza. Edward Aninaru fue contratado para crear y diseñar la portada de Hot. En Rumania, el álbum fue lanzado con cinco portadas diferentes para elegir.

## Composición
La crítica profesional ha descrito a Hot como un álbum EDM, con Lewis Corner de Digital Spy señalando «euroritmos con sintetizadores delicados». El disco empieza con «Hot», una canción electro house «sin adulterar y estilizada» con influencias de trance, que contiene un sintetizador similar al de la canción «Ma Baker» (1977) de la banda alemana Boney M., y ritmos «hipnóticos». Es seguida por «Love», una pista con cadencia que incorpora elementos de house y EDM, y cuyas letras tratan sobre «qué tan complicadas pueden llegar a ser las situaciones de amor». Neeti Sarkar, quien escribió para The Hindu, pensó que la siguiente pista, «Days Nights», era «retórica [...] [con] la cantante suplicando a su hombre que regrese con ella». «Amazing» es una canción techno que contiene una guitarra española, mientras que «Don't Let the Music Die» fue descrito como influenciado por Hi-NRG. Es seguido por «On & On», con Sarkar diciendo: «[Es] simple y melodioso, a veces suena como un poema con lineas alternativas que riman»; una mezcla chillout de la pista fue incluida en el álbum. «Déjà Vu», con Bob Taylor, ha sido descrita como una canción dance, mientras que «10 Minutes» incluye ritmos de synthpop y electropop, estilizado para adaptarse al estilo musical consumido en los Estados Unidos.

## Recepción y reconocimientos
Tras su lanzamiento Hot ha recibido reseñas generalmente variadas por parte de los críticos de música. Corner de Digital Spy pensó que el álbum «hace exactamente lo que uno esperaría de Inna [...] no se puede negar que el sonido emana calidez del verano y recuerdos de fiestas por la noche, pero poco más se logra». Corner criticó aún más las pistas del álbum «Fever», «Ladies» y «Left Right» por su falta de innovación, concluyendo: «Inofensivo y poco inspirador, Hot es una banda sonora digna de los clubes nocturnos de este año, pero incluso ellos podrían tener problemas para ver su amargo final». Sarkar de The Hindu le dio una reseña positiva al disco, diciendo: «Su álbum debut es un compilado de sus mejores éxitos, convirtiéndolo en un disco entretenido, especialmente para el público menor de 30». Él continuó etiquetando las canciones «Fever» y «Ladies» como monótonas, y concluyó: «Cuando tantos sencillos exitosos se juntan en un solo disco, no hay forma de que el resultado sea malo [...]». En los Romanian Music Awards del 2010, Inna ganó cuatro de seis nominaciones, incluyendo la categoría «Mejor Álbum» por Hot. La cantante también fue nominada a cuatro premios en los RRA Awards del 2011, donde Hot ganó en la categoría «Álbum del Año Pop-Dance».

## Desempeño comercial
Hot experimentó éxito comercial en varios países europeos. Primero ingresó en la lista OLiS de Polonia en agosto de 2009 en el puesto número 28, la cual fue su mejor posición. En la lista ČNS IFPI de la República Checa, el álbum debutó y alcanzó el número siete en febrero de 2010, permaneciendo por 17 semanas no consecutivas. El disco obtuvo similar éxito en la lista SNEP de Francia, donde debutó y alcanzó el número nueve en julio de 2010. En el Reino Unido, Hot alcanzó el número 34 en la lista Uk Albums Chart en junio de 2011, mientras que simultáneamente debutó en la cima del Uk Dance Albums Chart y en el número nueve en el Uk Download Albums Chart. Hot ha vendido alrededor de 500.000 unidades en todo el mundo a partir de diciembre de 2011. Cancan estimó los ingresos resultantes de Inna en €5,000,000. Otros €3,000,000 provinieron de más de 200 conciertos con aproximadamente €15,000 por fecha. A partir de marzo de 2010, el álbum ha vendido 20.000 copias en Polonia, recibiendo una certificación de oro en Rumania por UPFR y una de platino en Francia por SNEP tras vender 10.000 y 100.000 copias, respectivamente.

## Sencillos

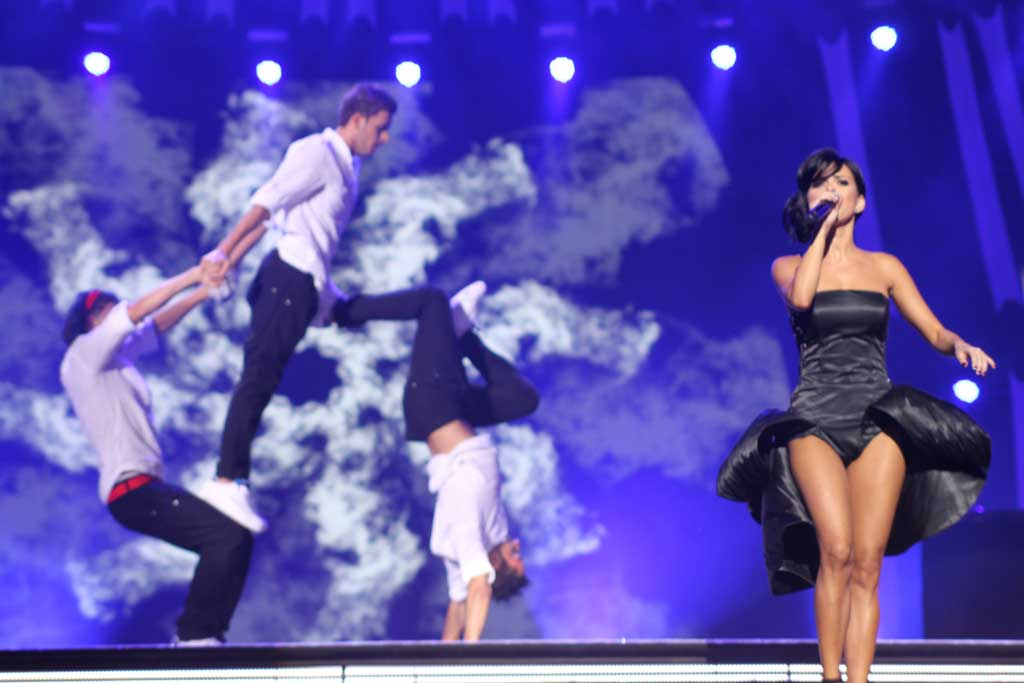
Inna interpretando «Hot» en el Festival Internacional de la Canción de Sopot en agosto de 2009.

Para promover Hot, cinco sencillos fueron lanzados que, según Libertatea, vendieron un total de 500.000 copias en Francia a partir de abril de 2011. La canción del título del álbum fue estrenada en agosto de 2008, encabezando el Top 100 de Rumania y alcanzando el top 20 en varios países. «Hot» recibió la certificación de plata en el Reino Unido, una de oro en Dinamarca e Italia, y una de platino en Noruega, España y Suecia. El siguiente sencillo, «Love», fue lanzado en febrero de 2009, convirtiéndose en un éxito moderado en varios países europeos. «Déjà Vu», el tercer sencillo del álbum en colaboración con Bogdan Croitoru, causó polémica cuando ambos artistas usaron los pseudónimos Anni y Bob Taylor. Sus verdaderas identidades fueron reveladas más tarde después de un tiempo de especulación. «Déjà Vu» alcanzó el top 10 en Grecia, Rusia, Francia, Países Bajos, Rumania y Valonia. Logró una certificación de oro en los Países Bajos.
«Amazing», el cuarto sencillo de Hot, fue polémico al momento de su estreno en agosto de 2009, cuando la cantante rumana Anca Badiu, inicialmente pensada para la pista, acusó a Play & Win de incumplimiento de contrato. «Amazing» fue un éxito comercial similar a sus predecesores, convirtiéndose en el segundo sencillo número uno de Inna en Rumania. El último sencillo del álbum, «10 Minutes», se estrenó en enero de 2010, y fue incluido en las ediciones posteriores de Hot. El sencillo promocional «I Need You for Christmas», junto con los sencillos «Sun Is Up» (2010) y «Un momento» (2011) fueron incluidos en versiones alternativas del disco.

## Lista de canciones
Todas las canciones fueron escritas y producidas por Play & Win.
| Hot – Edición estándar |                            |          |  |
| N.º                    | Título                     | Duración |  |
| 1.                     | «Hot»                      | 3:38     |  |
| 2.                     | «Love»                     | 3:40     |  |
| 3.                     | «Days Nights»              | 3:23     |  |
| 4.                     | «Fever»                    | 3:26     |  |
| 5.                     | «Left Right»               | 4:29     |  |
| 6.                     | «Amazing»                  | 3:25     |  |
| 7.                     | «Don't Let the Music Die»  | 3:35     |  |
| 8.                     | «On & On»                  | 4:39     |  |
| 9.                     | «Ladies»                   | 5:08     |  |
| 10.                    | «Déjà Vu» (con Bob Taylor) | 4:19     |  |
| 11.                    | «On & On» (Chillout Mix)   | 3:59     |  |
| Duración total: 44:05  |                            |          |  |

## Posicionamiento en listas
| País            | Lista (2009–11)                     | Mejor posición |
| --------------- | ----------------------------------- | -------------- |
| Bélgica         | Ultratop (Flanders)                 | 37             |
| Bélgica         | Ultratop (Wallonia)                 | 14             |
| Escocia         | OCC                                 | 9              |
| España          | PROMUSICAE                          | 77             |
| Francia         | SNEP                                | 9              |
| Hungría         | MAHASZ                              | 19             |
| México          | Top 100 Mexico                      | 54             |
| Países Bajos    | Album Top 100                       | 68             |
| Polonia         | OLiS                                | 28             |
| Portugal        | AFP                                 | 27             |
| Reino Unido     | OCC                                 | 32             |
| Reino Unido     | OCC (Dance Albums)                  | 1              |
| Reino Unido     | OCC (Download Albums)               | 9              |
| República Checa | ČNS IFPI                            | 7              |
| Rusia           | 2M                                  | 16             |
| Suiza           | Schweizer Hitparade                 | 57             |
| Europa          | European Top 100 Albums (Billboard) | 64             |

| País    | Lista (2010) | Mejor posición |
| ------- | ------------ | -------------- |
| Francia | SNEP         | 99             |
| Rumania | Diverta      | 8              |

## Certificaciones
| País | Certificación | Ventas  |
| --- | ------------- | ------- |
| Francia (SNEP) | Platino       | 100.000 |
| Polonia (ZPAV) | Ninguna       | 20.000  |
| Rumania (UFPR) | Oro           | 10.000  |
| Resumen |               |         |
| Mundo | Ninguna       | 500.000 |
| *cifras de ventas basadas únicamente en la certificación ^cifras de envíos basadas únicamente en la certificación xcifras no especificadas basadas únicamente en la certificación |               |         |

## Historial de lanzamiento
| Región          | Fecha                    | Formato          | Discográfica     |
| --------------- | ------------------------ | ---------------- | ---------------- |
| Polonia         | 4 de agosto de 2009      | Descarga digital | Magic            |
| Rusia           | 7 de octubre de 2009     | CD               | RDS              |
| Italia          | 20 de noviembre de 2009  | Descarga digital | DIY              |
| Estados Unidos  | 8 de diciembre de 2009   | Descarga digital | Ultra            |
| República Checa | 22 de febrero de 2010    | CD               | Traxx            |
| España          | 19 de abril de 2010      | Descarga digital | Roton            |
| España          | 28 de septiembre de 2010 | CD               | Ninguna          |
| Japón           | 19 de abril de 2010      | Descarga digital | Roton            |
| Sudáfrica       | 26 de abril de 2010      | CD               | Just Music       |
| Rumania         | Marzo de 2010            | CD               | Roton            |
| México          | 28 de febrero de 2011    | Descarga digital | Mas Label • Empo |
| Reino Unido     | 5 de junio de 2011       | CD               | AATW             |
| Australia       | 22 de julio de 2011      | CD               | Central Station  |